# Comuna Coșcalia, Căușeni
Comuna Coșcalia a fost o comună din raionul Căușeni, Republica Moldova, formată din satele Coșcalia, Florica și Plop. Ultimele două au fost transferate în comuna Baccealia în decembrie 2011.

## Demografie
Conform datelor recensământului din 2014, comuna avea o populație de 1.952 de locuitori. La recensământul din 2004 erau 2.799 de locuitori.

## Administrație și politică
Componența Consiliului local Coșcalia (11 consilieri), ales la 5 noiembrie 2023, este următoarea:
|  | Partid                            | Consilieri | Componență | Componență | Componență | Componență | Componență | Componență |
|  | --------------------------------- | ---------- | ---------- | ---------- | ---------- | ---------- | ---------- | ---------- |
|  | Partidul Acțiune și Solidaritate  | 6          |            |            |            |            |            |            |
|  | Partidul Social Democrat European | 4          |            |            |            |            |            |            |
|  | Platforma Demnitate și Adevăr     | 1          |            |            |            |            |            |            |